# Kaniža (Bebrina)
Kaniža  (ukrajinski: Каніжа) je naselje u Brodsko-posavskoj županiji.

## Položaj
Kaniža je posavsko selo smješteno 15-ak km od Slavonskoga Broda i 2 km od rijeke Save u posavskoj ravnici. Susjedna sela su Slobodnica, Bebrina, Zbjeg.

## Stanovništvo
U Kaniži po popisu stanovništva živi 704 stanovnika.
| broj stanovnika | 887   | 958   | 806   | 905   | 954   | 1206  | 1096  | 1167  | 1191  | 1254  | 1064  | 884   | 755   | 779   | 824   | 808   | 704   |
|                 | 1857. | 1869. | 1880. | 1890. | 1900. | 1910. | 1921. | 1931. | 1948. | 1953. | 1961. | 1971. | 1981. | 1991. | 2001. | 2011. | 2021. |

## Ukrajinci u Kaniži
Ukrajinci su se u Kanižu doselili oko 1900. godine. Po popisu stanovništva 1910. živjelo ih je 400 od ukupno 1206 stanovnika. Organizirani su u udrugu te imaju svoj UKPD "Taras Ševčenko".
U selu također ima i Grkokatolička crkva u kojoj se okupljaju stanovnici ukrajinskoga podrijetla.

## Udruge
- UKPD "Taras Ševčenko"
- KUD "Posavac"
- DVD Kaniža

## Šport
- NK Posavac
- Stolnoteniski klub "Posavac"

## Galerija
- Rimokatolička crkva
- Grkokatolička crkva